# Тодор Гаджалов
Тодор Гаджалов е български поп-певец. Известен е с участието си в „Мюзик Айдъл“ и „Гласът на България“. Освен това е участвал в българския сериал Революция Z като гаджето на Ани (Джулия Бочева).

## Биография
Тодор е роден на 16 април 1991 година в град Пловдив, но до 8-годишна възраст живее в гр. Хисаря.Започва да се занимава с музика още на 5-годишна възраст. Участва в редица детски, музикални предавания, едно от които „Като лъвовете“. На 8-годишна възраст се премества със семейството си в град Пловдив, за да учи в Националното училище за музикално и танцово изкуство „Добрин Петков“. През 2009 се явява на „Мюзик Айдъл“, но отпада на малките концерти. Завършва НУМТИ като пианист в класа на Весела Танева. Мести се в София, за да продължи музикалното си образование в Национална музикална академия „проф. Панчо Владигеров“. Записва се в ТКДФ и Вокален факултет със специалности музикална педагогика и поп и джаз пеене в класа на доц. Алис Боварян. В творческия си път работи с много признати български имена, като Миро, Данчо Караджов, Орлин Горанов и др. Същевременно, към лятото на 2011 той решава да се пробва в музикалното състезание „Гласът на България“, като завършва на четвърто място. През ноември същата година, с песента „Still love you“ той преминава във втория етап на „Българската песен в Евровизия 2012“, след като успешно е минал първия и е събрал 112 точки. На 28 ноември излиза дебютната му песен „Still love you“. На 14 януари 2012 Тодор участва в полуфинала и се класира за финала на „Българската песен в Евровизия“, където на 29 февруари 2012 се класира на четвърто място.

## Музикална кариера
През есента на 2011 година Тодор записва първата си песен с име „Still love you“, композирана от Теодор Караколев, Константин Томов и Тодор Гаджалов, а текстът е предоставен от Катя Христовска. Песента е продуцирана от „Universal Music Bulgaria“. През ноември месец на 2012 година той пусна и втората си песен с име „Но не и без теб“. Отново е продуцирана от „Universal Music Bulgaria“. Следващата година, през април месец, издава и третата си песен със заглавие „Ти кажи ми“. Тя е продуцирана от „Apo&Nevena“.

## Сингли
- 2011 – „Still love you“
- 2012 – „Но не и без теб“
- 2013 – „Ти кажи ми“
- 2013 – "Щ' те пусна на моно" – с Джейсън брад Люис
- 2013 – „Тя“
- 2014 – „Зелена светлина“ – с Теодора Цончева и Део
- 2015 – „Мойта мацка“ – С Емо
- 2015 – „Коледна мечта“
- 2015 – „Линията на живота“ – С Стелиан Димитров, Liter Jack & Vessy Boneva
- 2015 – „Тук с теб“
- 2016 – Спри
- 2019 – „Важното е да вървя“

## Награди и номинации
| Година | Име                           | Награда           | Номинация |
| ------ | ----------------------------- | ----------------- | --------- |
| 2012   | Музикални награди на БГ Радио | Дебют на годината | Номиниран |